# Síndrome de Noé

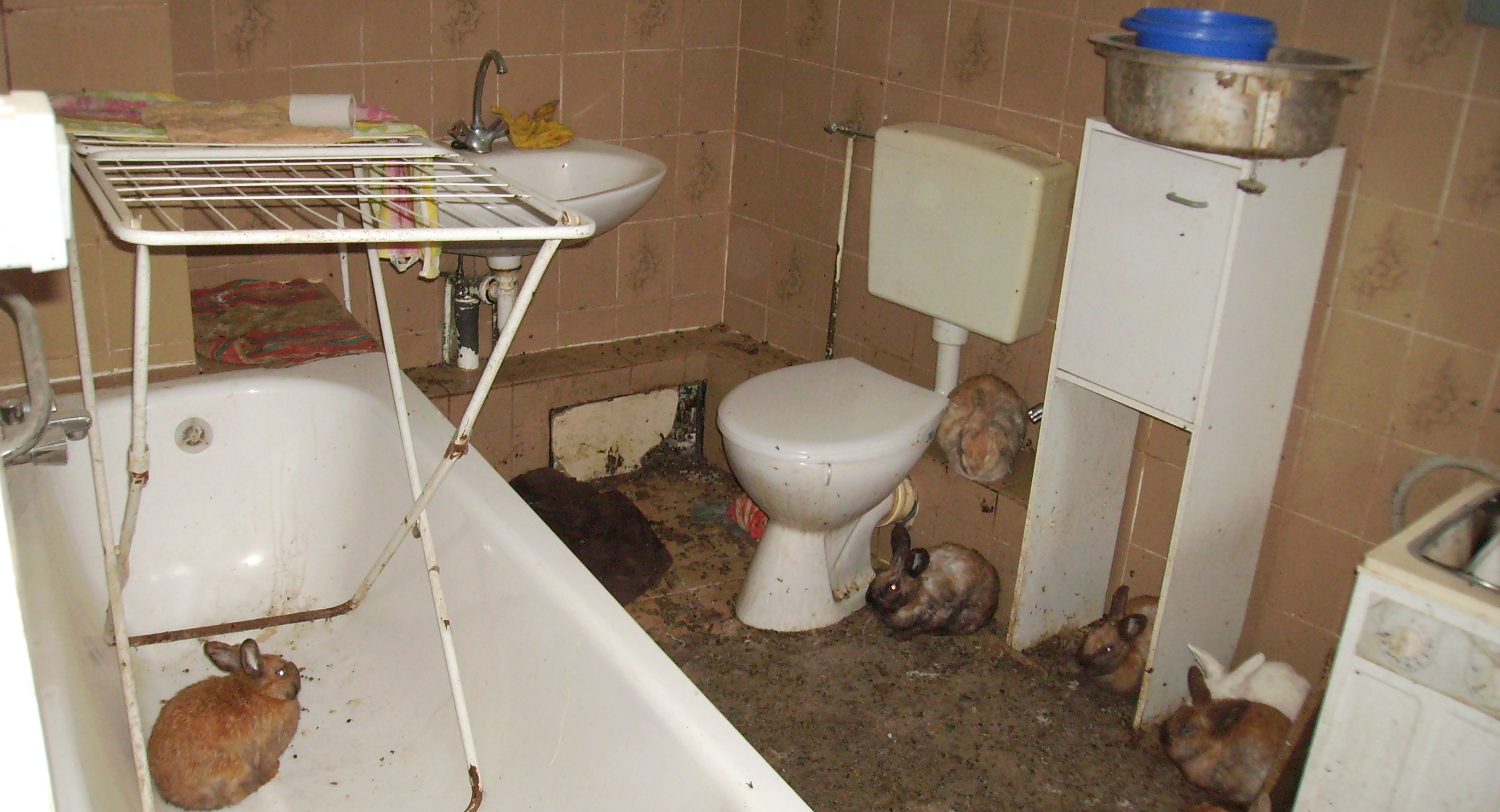
Acumulação de coelhos

Síndrome de Noé é uma variante da Síndrome de Diógenes, onde um sujeito é levado a acumular em casa um número desmesurado de animais domésticos (os gatos são os mais afetados), sem dar a eles a mínima atenção e o devido cuidado. A pessoa também mostra incapacidade de mostrar afeto, relacionar-se e conviver com outras pessoas, preferindo a companhia animal. Causa às vezes nos animais um grande sofrimento devido ao enclausuramento e condições de vidas impostas a fim de não perdê-los ou deixá-los escapar.